# 알퐁스 드 뇌빌
알퐁스마리아돌프 드 뇌빌(프랑스어: Alphonse-Marie-Adolphe de Neuville, 1835년 5월 31일~1885년 5월 18일)은 프랑스의 화가이며 외젠 들라크루아 밑에서 그림을 배웠다. 그는 보불 전쟁, 크림 전쟁, 줄루 전쟁 등 주로 극적이고 애국심을 불러일으키는 소재를 그림으로 담아냈다. 그의 작품 중 일부는 상트페테르부르크의 에르미타시 미술관과 뉴욕의 메트로폴리탄 미술관에 소장되어 있다.

## 어린 시절

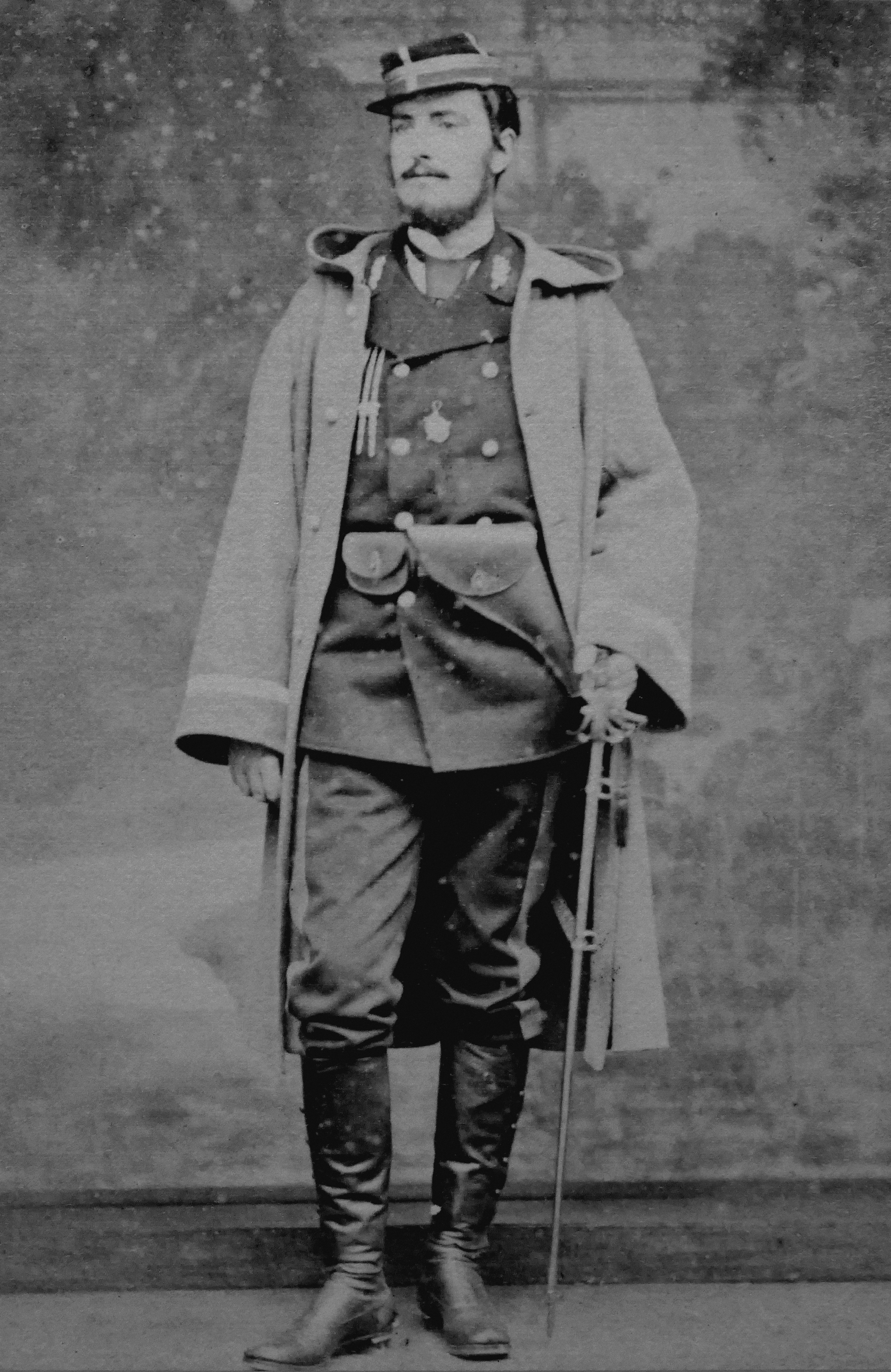
1870년~1871년 국민위병 군복을 입은 뇌빌.

파드칼레주 생토메르의 부유한 가정에서 태어난 뇌빌은 문학 학사 학위를 취득한 후 가족의 반대에도 불구하고 1856년 로리앙에 있는 해군 학교에 입학했다. 그리고 이곳에서 그의 예술적 본능이 시작되었다.
젊은 알퐁스 드 뇌빌은 저명한 여러 화가에게 좌절을 당했지만, 프랑수아에두아르 피코의 스튜디오에서 일하게 되었으나 피코 밑에서 오랫동안 일을 하진 않았다. 자신의 첫 작품인 《제르베 포대의 제5기병대대》(말라코프)를 제작했을 당시 뇌빌은 이미 혼자서 그림을 완성할 수 있었다. 1860년에 뇌빌은 프로방스 거리에 있는 예술가 클럽을 위해 《가리발디가 나폴리를 점령하는 에피소드》를 그렸다. 1861년에 그는 《Mamelon Vert의 참호 속의 경비병》을 파리 살롱에 제출했다.

## 작품

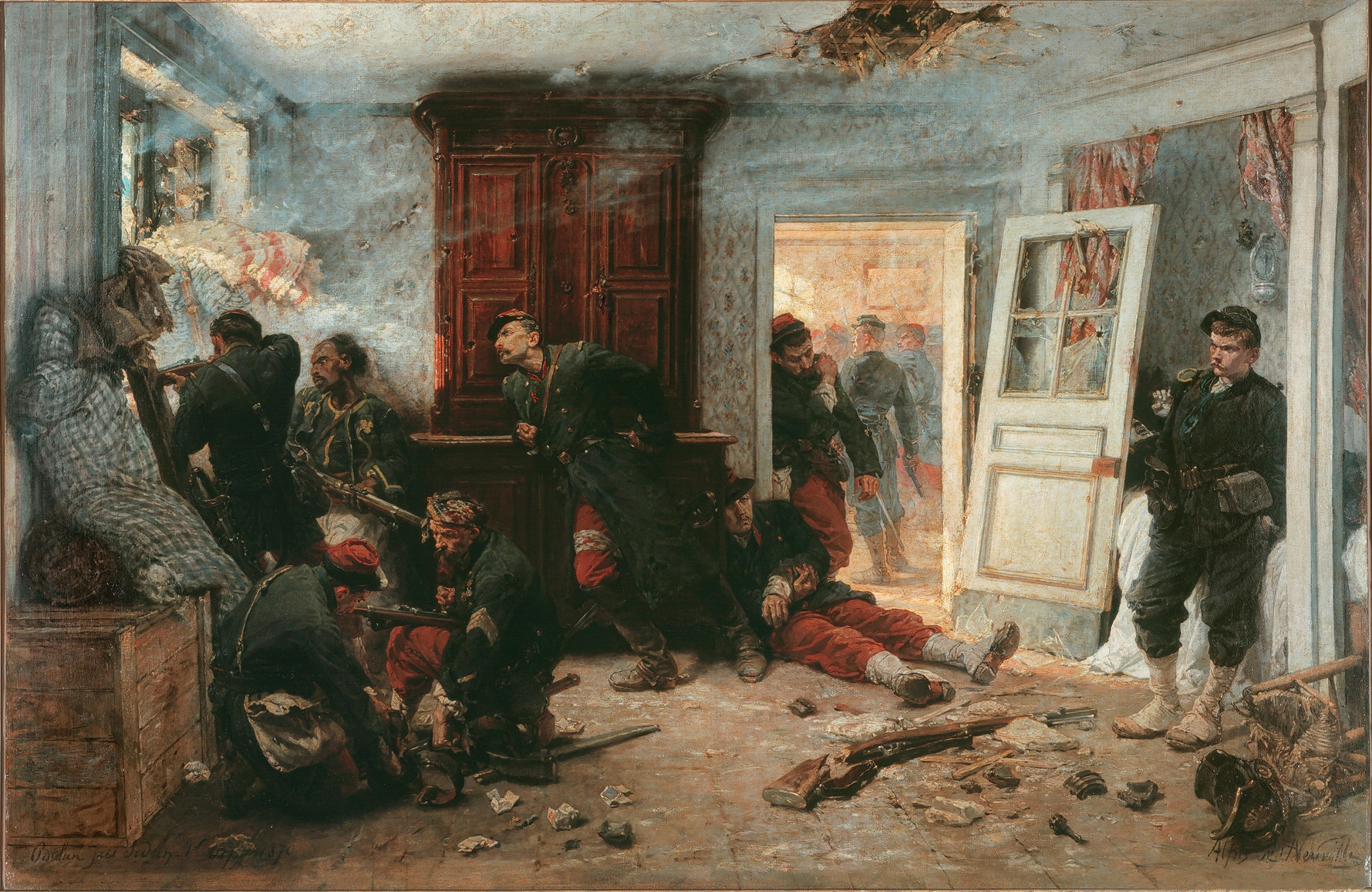
《마지막 탄창》(Les Dernières Cartouches), 1873년
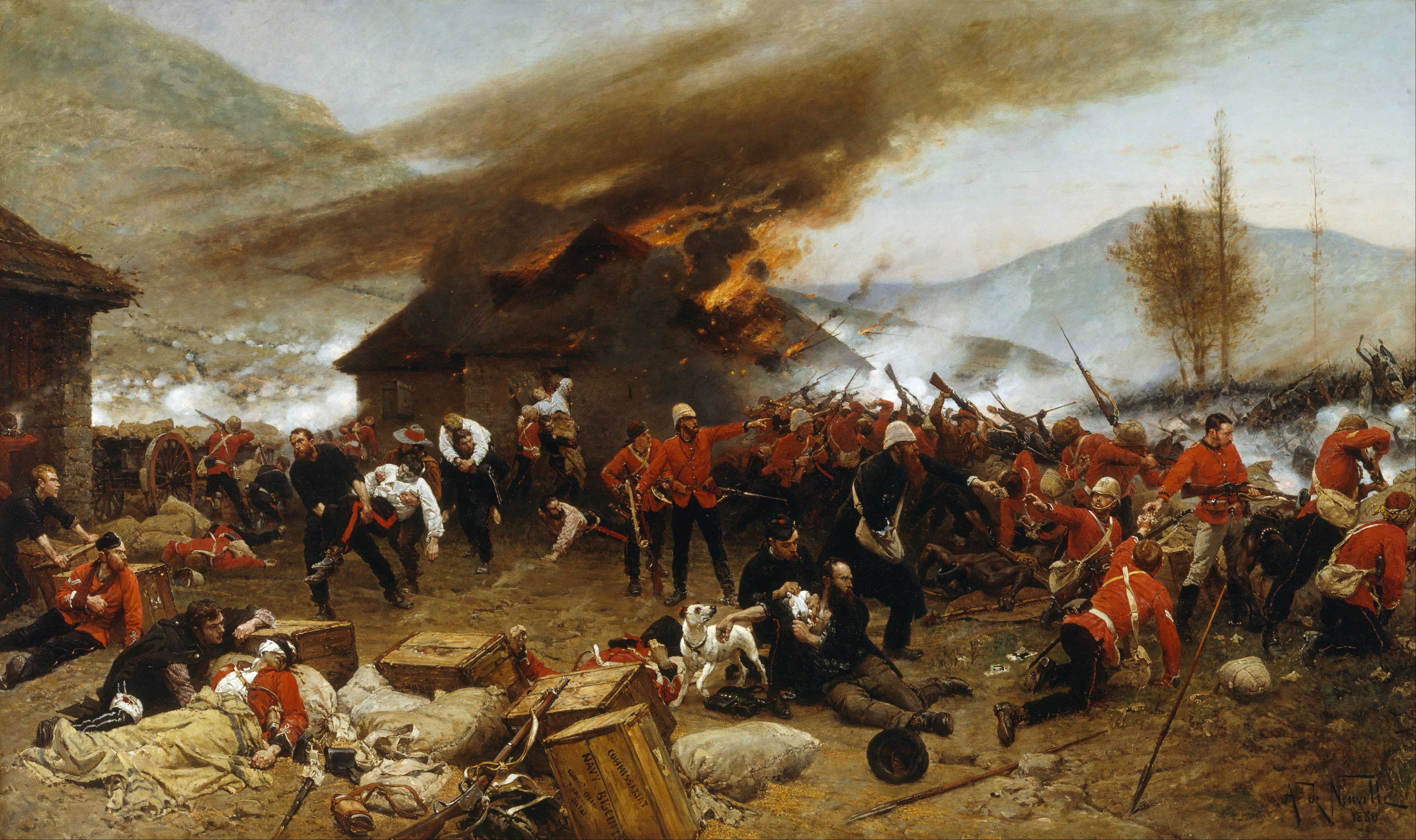
《로크스 드리프트 전투의 방어》, 1880년, 뉴사우스웨일스 주립 미술관 소장. 1879년 1월 22일 줄루 전쟁에서 발생한 전투를 그렸다.
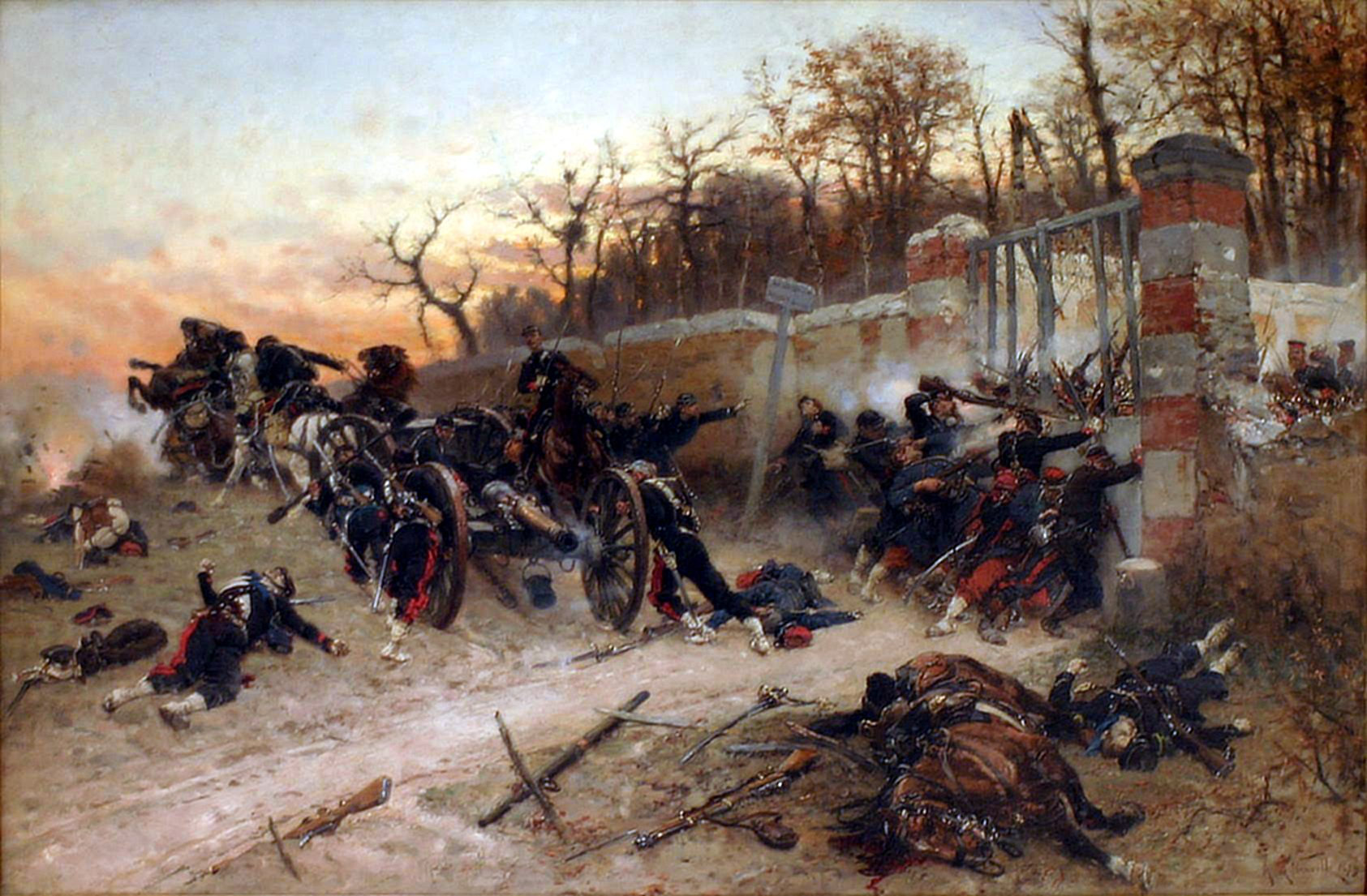
Défense de la porte de Longboyau, 21 octobre 1870, 1879년
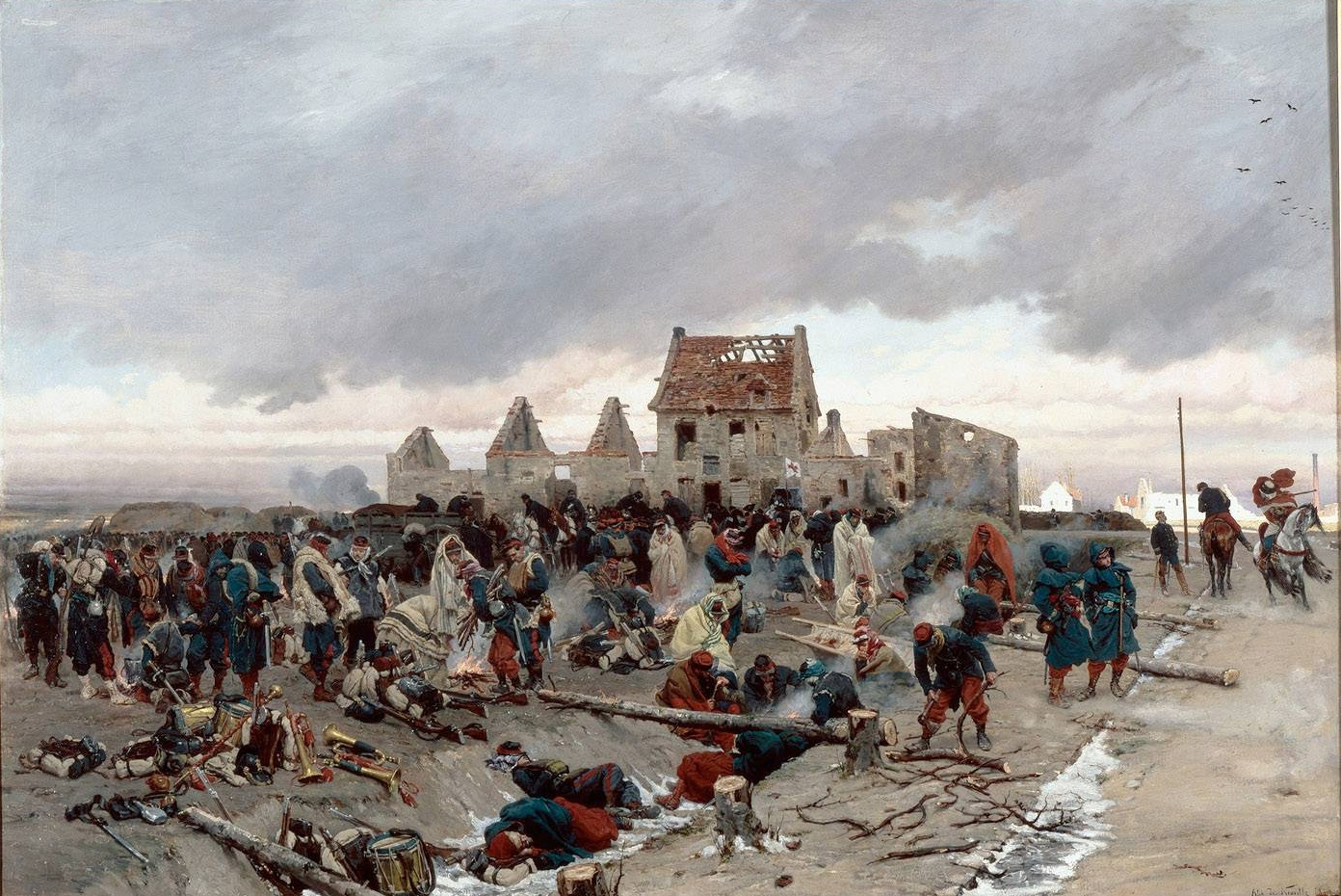
Bivouac après le combat du Bourget, 21 décembre 1870
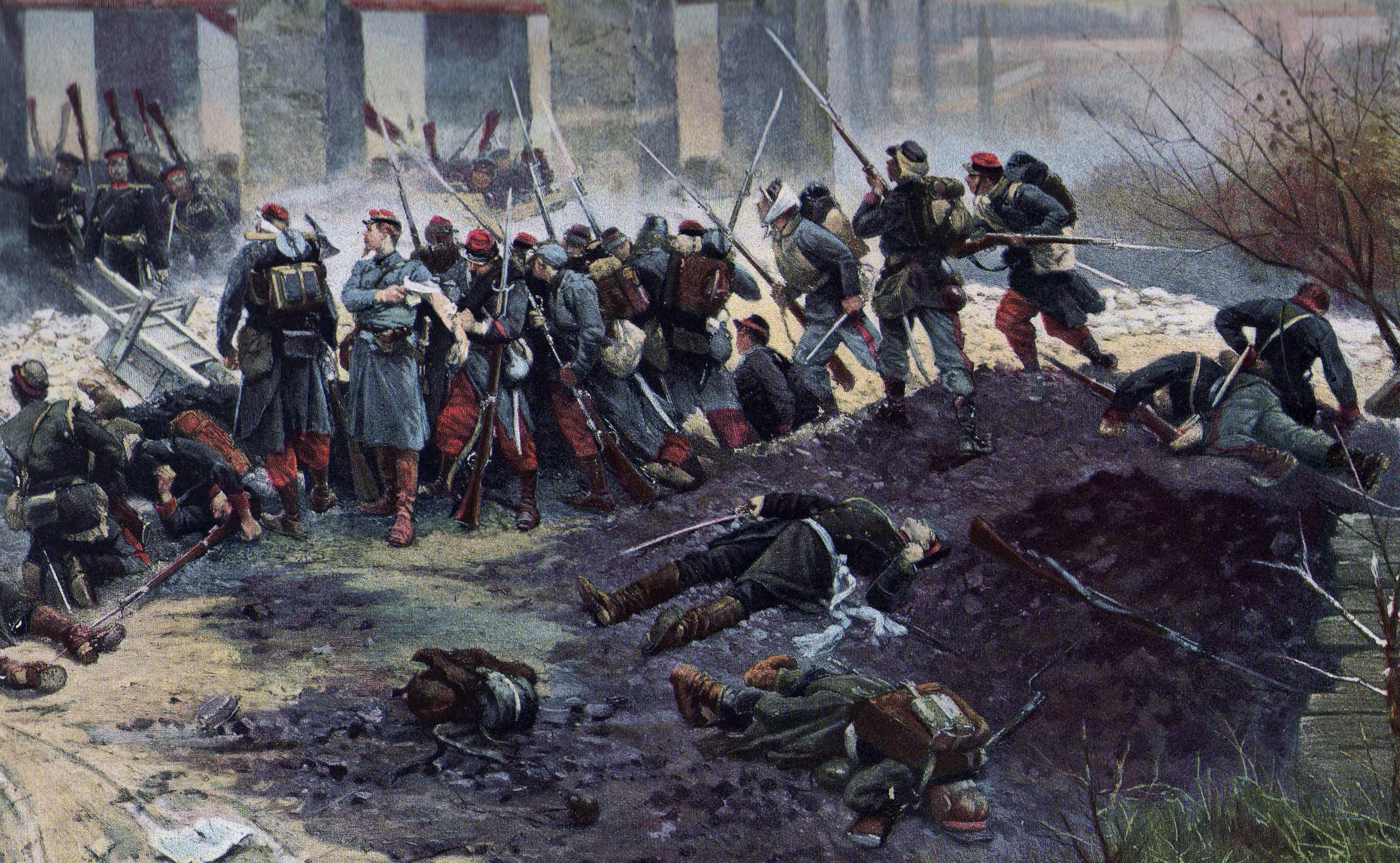
Bataille de Champigny, 1870년
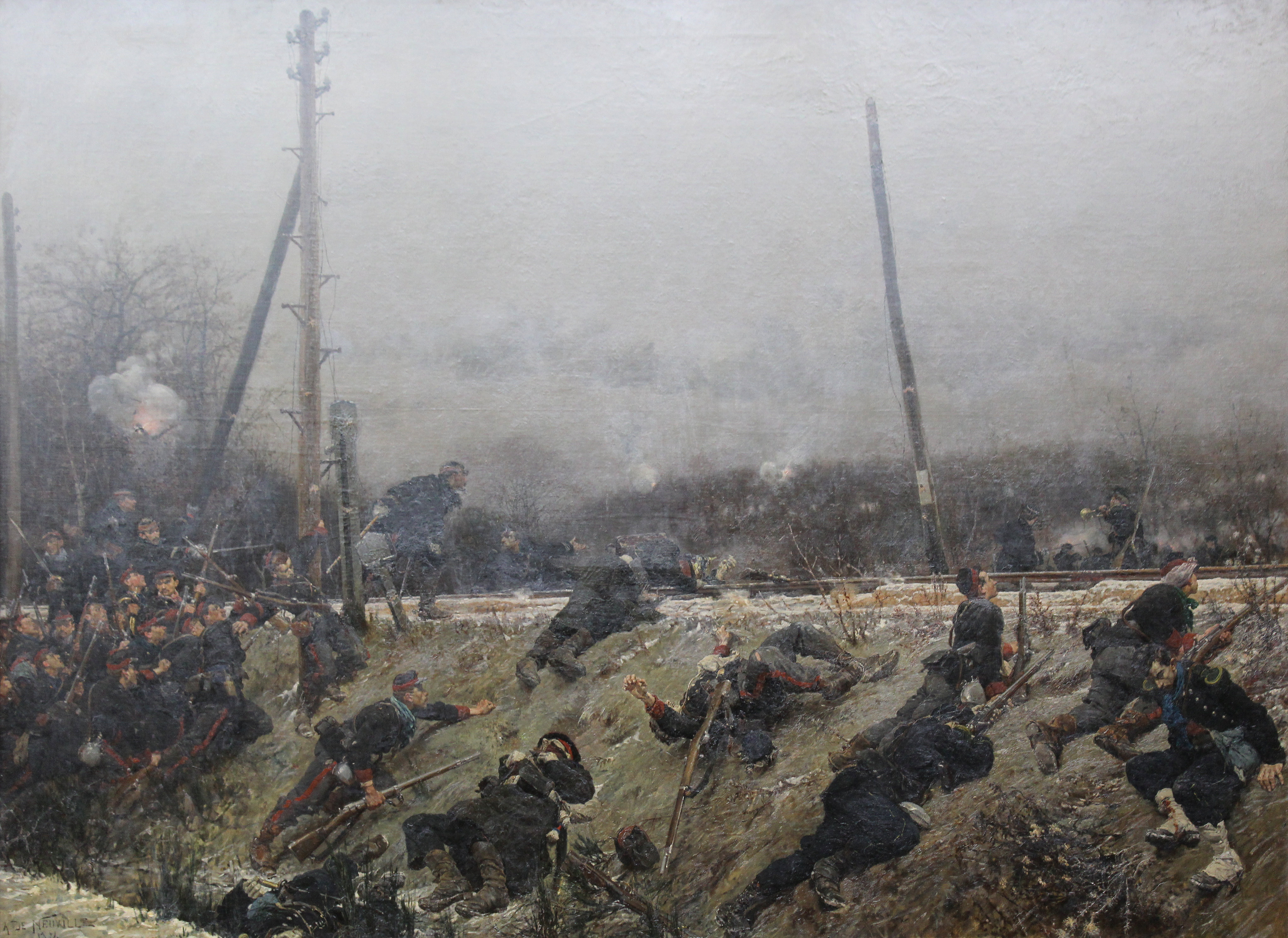
Battle at the Railway Embankment, 1874년
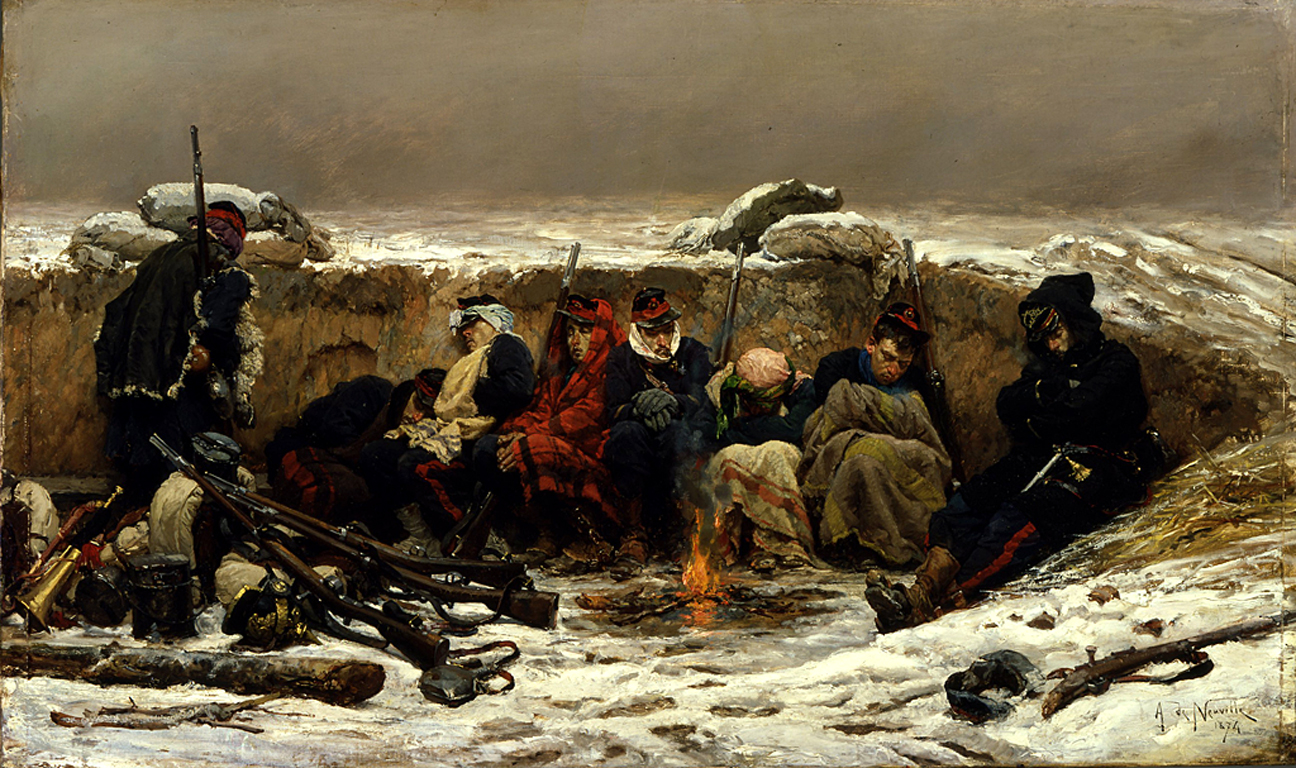
《참호에서》, 1874년
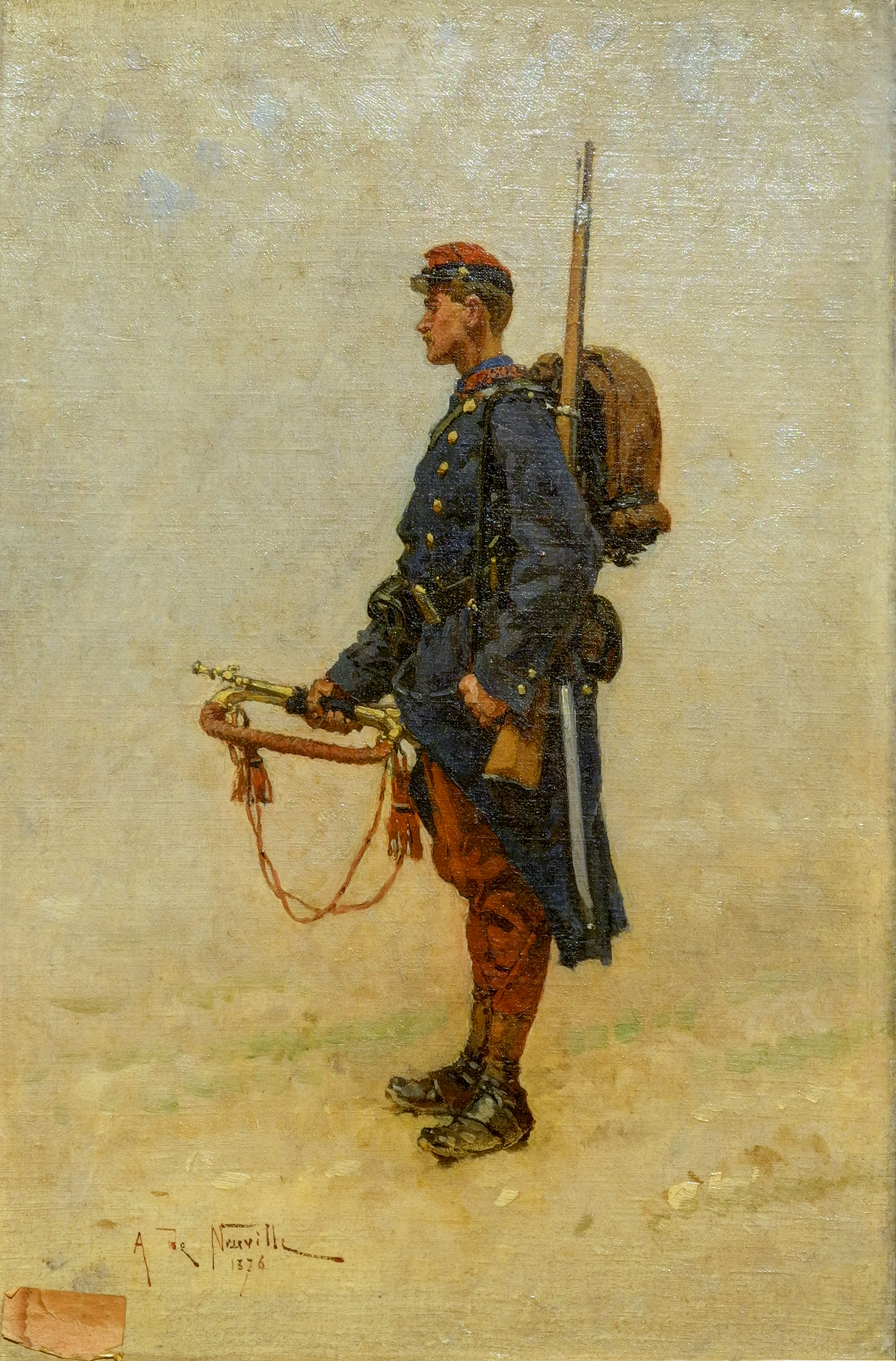
《보병의 나팔수》, 1876년
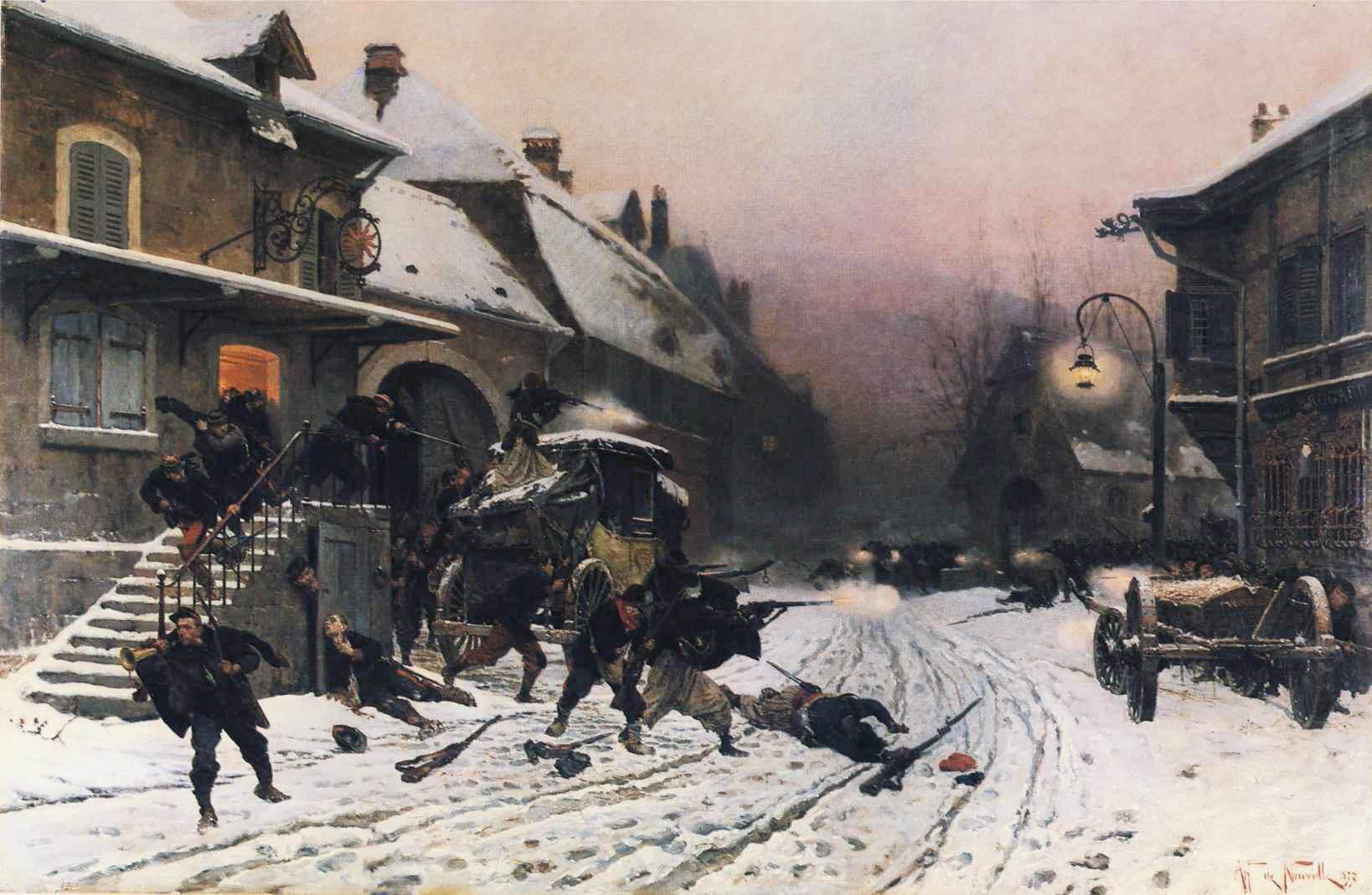
《새벽의 공격》, 1877년
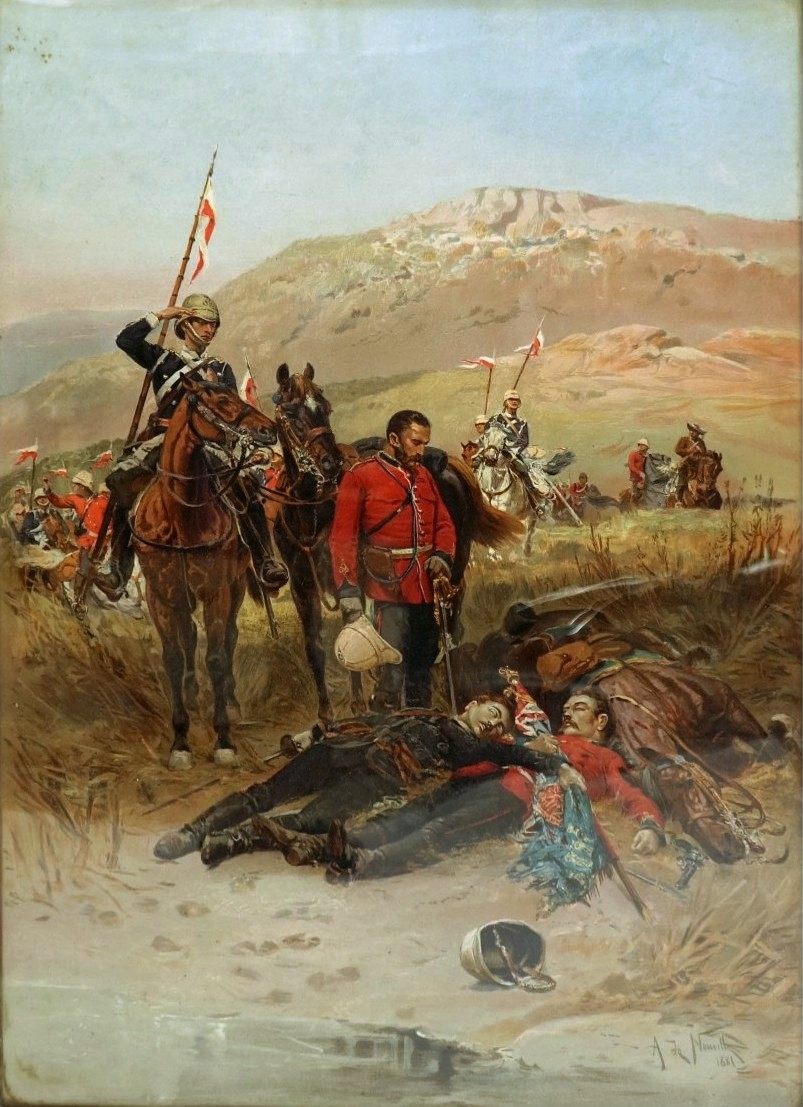
《용감한 자의 마지막 잠》, 1879년
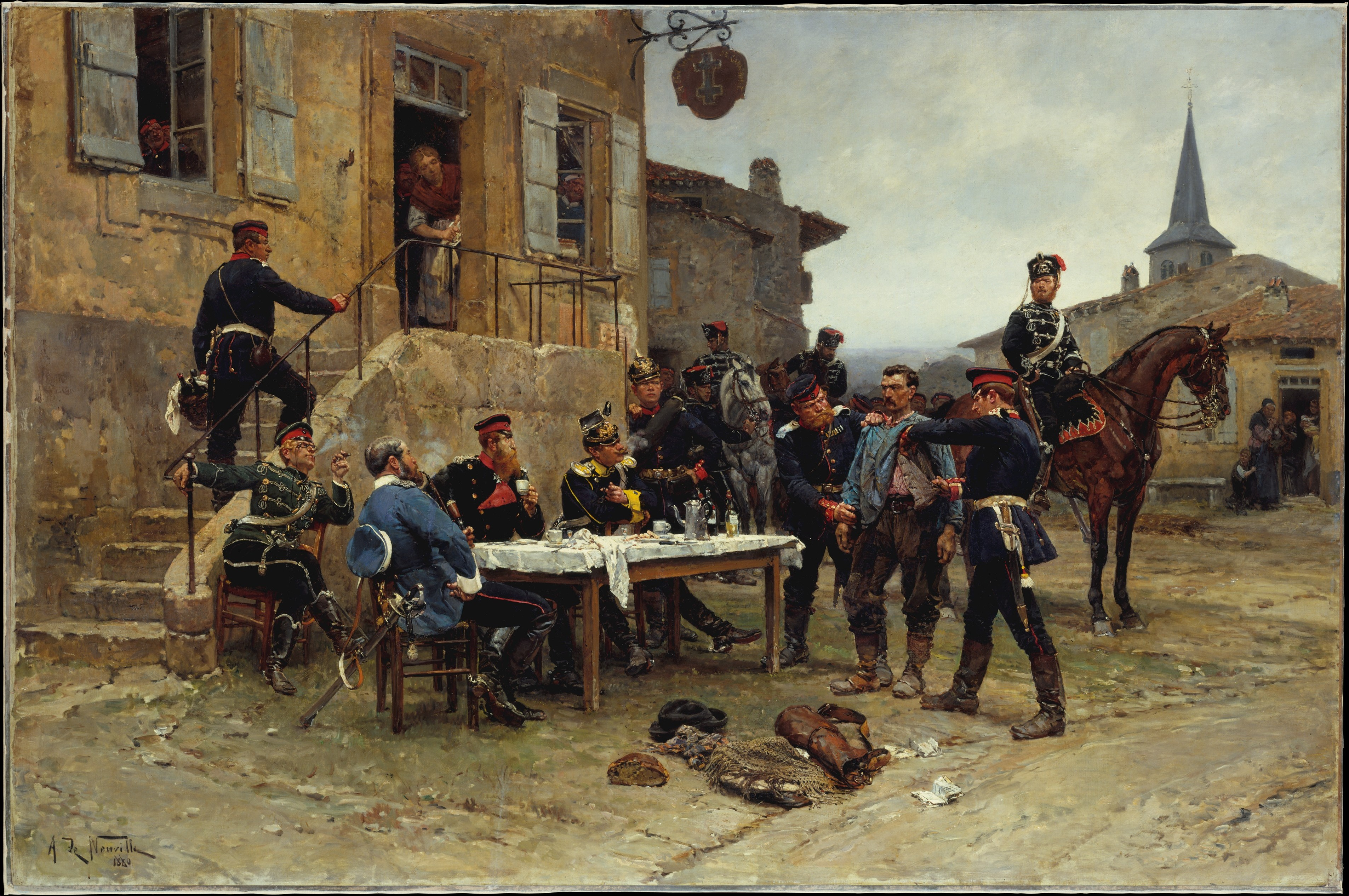
《간첩》, 1880년
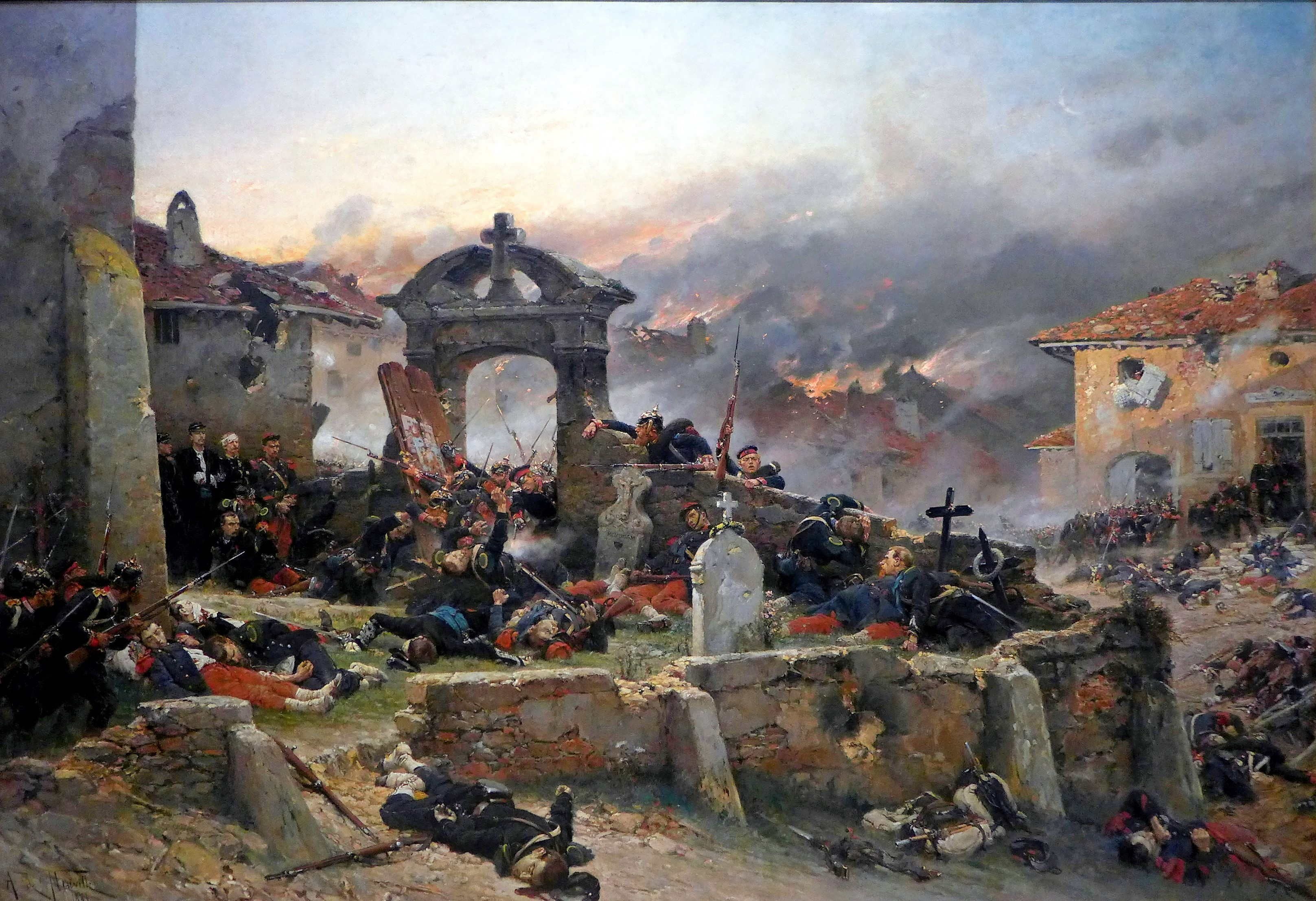
《생 프리파트 공동묘지》, 1881년
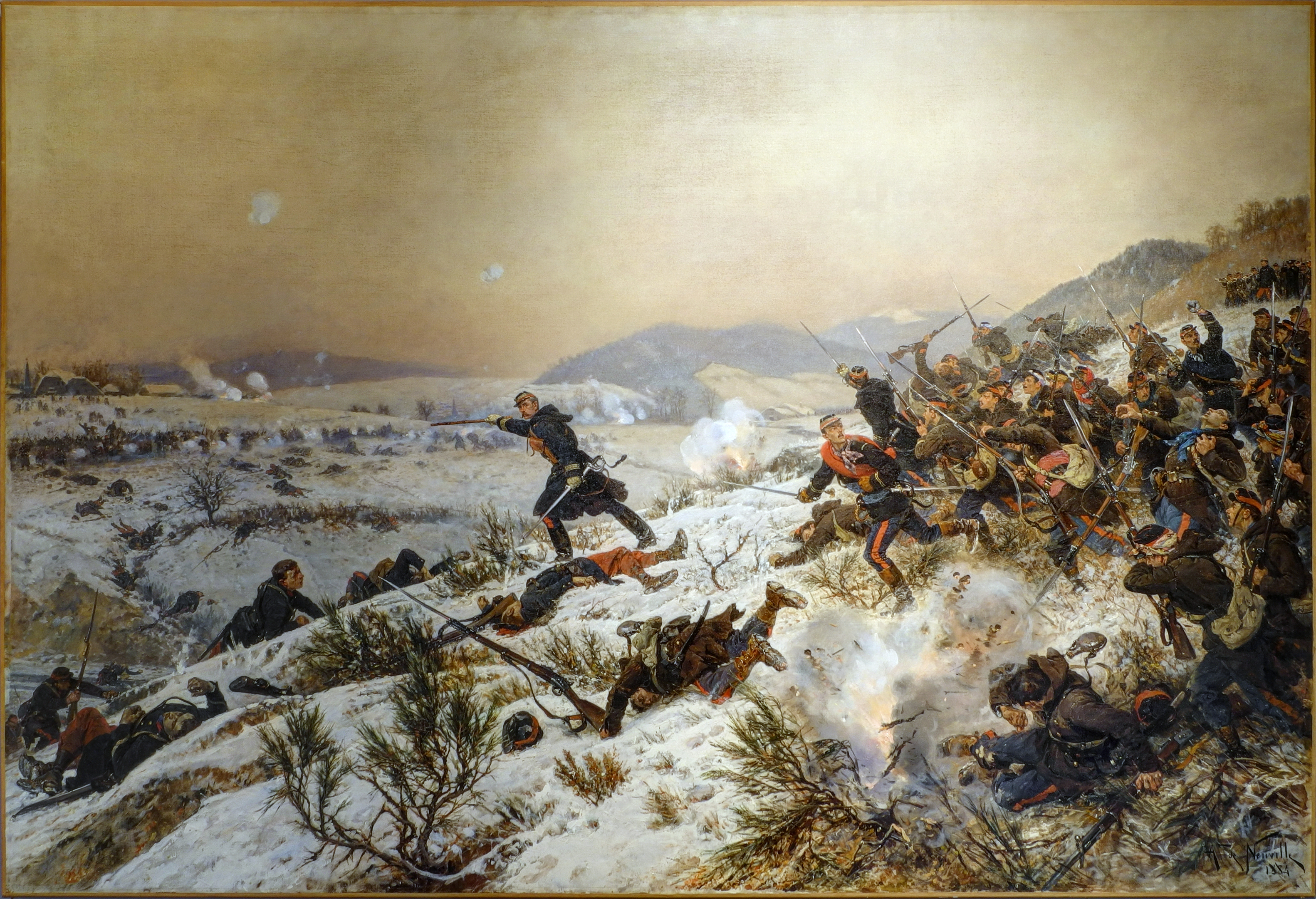
En avant ! ou Le combat de Chenebier, 1884년
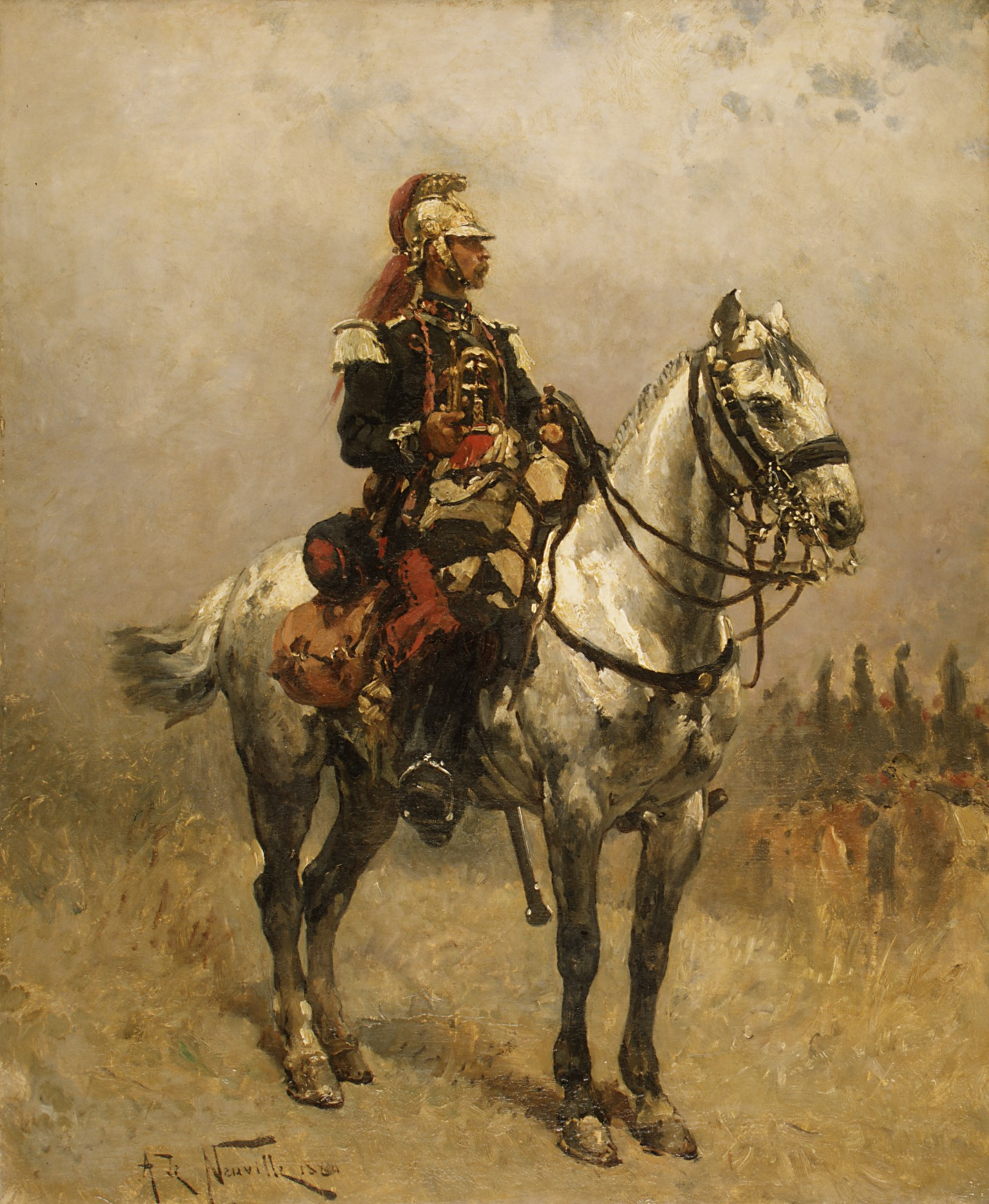
《기병》, 1884년